# Кеа (птах)
{{#ifeq:0|0|{{#if:|{{#if:Nestornotabilis|[[]}}|}}}}
Кеа (Nestor notabilis) — вид папуг, що водиться у лісових та гористих районах Південного острова Нової Зеландії від фіордів півночі до провінцій Нельсон і Марлборо, в основному на висотах від 600 до 3000 м над рівнем моря.

## Опис
Оливково-зелений папуга з оранжево-червоними підкрилевим пір'ям. Дзьоб, восковиця, очі й ноги темно-коричневі. Тіло завдовжки 46 см. Вага самців: 1000 г. Вага самиць: 800 г. Гучно вигукує «кеее-аа», головним чином, у польоті. Отримує насолоду від вищого пілотажу, грайливий, але з дещо руйнівною поведінкою. Галасливий, показний і дуже допитливий, ручний і дуже сміливий довкола лижних баз, завдає шкоди будівлям, наметам або припаркованим автомобілям, часто кружляє в польоті під час сильних вітрів. Подібний вид: кака (Nestor meridionalis), який переважно буруватий, має інший тип вокалізації й проживає як правило, на нижчих висотах. В основному харчується ягодами і паростками, хоча багато особин пристосувалися до харчування на звалищах і лижних полях. Гніздиться в норах, під колодами або в скельних тріщинах. Зазвичай відкладає чотири яйця. Самці годують самиць під час висиджування і після вилуплення. Молодь може розмножуватись у трирічному чи старшому віці. Найстаріший зареєстрований птах жив понад 20 років. Вважається одним із найкмітливіших птахів світу.